# Joseph Mpande
Joseph Mpande (sinh ngày 12 tháng 3 năm 1994) là một cầu thủ bóng đá chuyên nghiệp người Uganda hiện đang thi đấu ở vị trí tiền đạo cho câu lạc bộ Thép Xanh Nam Định.

## Sự nghiệp
Tháng 1 năm 2014, Mpande được huấn luyện viên Milutin Sedrojevic triệu tập lên đội tuyển Uganda thi đấu tại Giải vô địch các quốc gia châu Phi 2014. Đội Uganda xếp vị trí thứ ba ở vòng bảng sau khi đánh bại Burkina Faso, hòa Zimbabwe và thua Maroc.
Mùa giải 2018, Mpande là vua phá lưới giải vô địch quốc gia Myanmar với 18 bàn thắng. Sau khi rời Myanmar, anh gia nhập câu lạc bộ Hải Phòng.

## Phong cách chơi bóng
Mpande là mẫu cầu thủ đa năng có thể thi đấu ở nhiều vị trí khác nhau trên sân như tiền đạo, tiền vệ cánh, tiền vệ tấn công và thậm chí là cả trung vệ.

## Thống kê sự nghiệp
Tính đến ngày 22 tháng 06 năm 2025
| Câu lạc bộ         | Mùa giải       | Giải vô địch   | Giải vô địch | Giải vô địch | Cúp Quốc gia | Cúp Quốc gia | Châu Á | Châu Á | Khác | Khác | Tổng cộng | Tổng cộng |
| Câu lạc bộ         | Mùa giải       | Hạng           | Trận         | Bàn          | Trận         | Bàn          | Trận   | Bàn    | Trận | Bàn  | Trận      | Bàn       |
| ------------------ | -------------- | -------------- | ------------ | ------------ | ------------ | ------------ | ------ | ------ | ---- | ---- | --------- | --------- |
| City Yangon        | 2017           | MLN-2          | 19           | 31           | 1            | 0            | —      | —      | —    | —    | 20        | 31        |
| Hantharwady United | 2018           | MNL-1          | 20           | 18           | 5            | 3            | —      | —      | —    | —    | 25        | 21        |
| Hải Phòng          | 2019           | V.League 1     | 26           | 5            | 3            | 0            | —      | —      | —    | —    | 29        | 5         |
| Hải Phòng          | 2020           | V.League 1     | 18           | 7            | —            | —            | —      | —      | —    | —    | 18        | 7         |
| Hải Phòng          | 2021           | V.League 1     | 2            | 0            | —            | —            | —      | —      | —    | —    | 2         | 0         |
| Hải Phòng          | 2022           | V.League 1     | 24           | 7            | 1            | 0            | —      | —      | —    | —    | 25        | 7         |
| Hải Phòng          | 2023           | V.League 1     | 16           | 4            | 1            | 0            | —      | —      | 1[a] | 0    | 18        | 4         |
| Hải Phòng          | 2023–24        | V.League 1     | 22           | 11           | —            | —            | 7[b]   | 2      | —    | —    | 29        | 13        |
| Hải Phòng          | Tổng cộng      | Tổng cộng      | 108          | 34           | 5            | 0            | 7      | 2      | 1    | 0    | 121       | 36        |
| Thép Xanh Nam Định | 2024–25        | V.League 1     | 11           | 4            | 1            | 0            | 8[c]   | 2      | 1[d] | 0    | 19        | 6         |
| Tổng sự nghiệp     | Tổng sự nghiệp | Tổng sự nghiệp | 158          | 87           | 12           | 3            | 15     | 4      | 2    | 0    | 185       | 94        |

[a] ra sân tại Siêu cúp Quốc gia 2022.
[b] 2 trận tại AFC Champions League, 5 trận 2 bàn tại AFC Cup 2023–24.
[c] ra sân tại AFC Champions League Two 2024–25.
[d] ra sân tại Siêu cúp Bóng đá Quốc gia 2024.

## Danh hiệu
Cá nhân
- Vua phá lưới Giải bóng đá vô địch quốc gia Myanmar: 2018 (18 bàn thắng)